# Аллмерс, Герман Людвиг
Герман Людвиг Аллмерс (Альмерс) (нем. Hermann Ludwig Allmers; 1821-1902)— немецкий писатель.

## Биография
Герман Людвиг Аллмерс родился 11 февраля 1821 года в Рехтенфлете-на-Везере (нем. Rechtenfleth); происходил из старой, пользовавшейся почетом крестьянской семьи и был предназначен к сельскохозяйственному делу.
Однако ему удалось покинуть родину ради научных целей и — предаться изучению ботаники, геологии, истории искусства и эстетики в Берлине, Мюнхене и Нюрнберге и наконец удовлетворить врожденной страсти к путешествиям далекими странствованиями по Германии, Швейцарии и Италии с более продолжительной остановкой в Риме.
Потом он возвратился в место своего рождения, Рехтенфлет. Верное и весьма занимательное описание его родины мы находим в его «Marschenbuch» (Бремен, 1856; 2-е дополненное изд. Ольденбург, 1875).
Одинаковым успехом пользовалось «Röm. Schlendertage» (Ольденб., 1869; 4-е изд., 1881), сочинение, явившееся результатом его поездки в Италию. Кроме того, следует упомянуть его «Dichtungen» (Брем, 1860) и драму «Elektra» (Ольденб., 1872).
Герман Людвиг Аллмерс умер 9 марта 1902 года в своём родном городе.